# 行别营镇
行别营镇，是中华人民共和国河北省沧州市河间市下辖的一个乡镇级行政单位。

## 行政区划
行别营镇下辖以下地区：
荣梁庄村、行别营村、前张寺营村、后张寺营村、小史村、前修罗村、后修罗村、前小汉村、后小汉村、东大汉村、西大汉村、双树村、前杨官营村、后杨官营村、南大史村、北大史村、小黄务村、黑佛头村、东张村、西张村、前各庄村、西庄村、东文庄村、西文庄村、东张庄村、东柳洼村和韩别村。